# Anni Becker
Anna Magdalena „Anni“ Becker geb. Mößel (* 9. Dezember 1926 in Kaiserslautern; † 22. Juni 2009) mit dem Beinamen „Pälzer Krott“ war eine deutsche Sängerin, Liedermacherin, Schriftstellerin und Performerin von Populär- und Volksliedern.

## Leben
Anni Becker wuchs in Kaiserslautern auf. 1946 machte sie das Abitur und arbeitete bis Herbst 1947 als freie Mitarbeiterin beim Südwestfunk-Studio in Kaiserslautern. Anschließend besuchte sie die Pädagogische Akademie in Kirchheimbolanden, an der sie 1949 das erste Examen ablegte. Becker war von Beruf Lehrerin für Deutsch, Bildende Kunst und Katholische Religion bis 1991. Sie war seit 1952 mit Hans Becker, einem Englischlehrer, verheiratet.
Ihre Lieder kamen sowohl aus der Tradition der volkstümlichen Musik als auch des deutschen Kabaretts. Viele ihrer Werke sind in pfälzischem Dialekt gefasst, mit dem sie aufwuchs. Ihre Texte befassten sich häufig mit politischen und sozialen Inhalten.
Sie erhielt mehrere Auszeichnungen, darunter den Preis Nürnberg Bard’s und veröffentlichte elf Bücher. Themen waren auch hier die Gleichberechtigung der Frau und die Verschmutzung der Umwelt. Sie engagierte sich in der AG Song, der Arbeitsgemeinschaft der Liedermacherinnen und Liedermacher, in deren Koordinationsausschuss sie 1982 gewählt wurde.
Becker sang in den 1970er Jahren mit ihrem Sohn Jockel, der 1985 bei einem Verkehrsunfall verstarb.

## Preise und Würdigungen
- 1983 Preis der Emichsburg in Bockenheim
- 1976 u. 1977 Nürnberger Bardenpreis
- 1973 Umweltsongpreis der Stadt Ludwigshafen

## Werke
- Disibod, Apostel der Nordpfalz. Kaiserslautern, Ed. LUKINA 2008.
- Joseph von Arimathia, der Apostel Britanniens – versäumte Lektionen der Kirchengeschichte. Kaiserslautern, Ed. LUKINA 2008.
- Steckbrieflich. Kaiserslautern, Ed. LUKINA 2007.
- Aus meiner Schulzeit, 1933 – 1993. Kaiserslautern, Ed. LUKINA 2005.
- Stichpunkte. Kaiserslautern, Ed. LUKINA 2000.
- Liebe, Tod und Teufel – Schulbibel für Erwachsene. Kaiserslautern, Ed. LUKINA 2000.
- Er soll mein Herr sein? – Wortfälschung im Patriarchat. Kaiserslautern, Ed. LUKINA 2000.
- Blickpunkte. Kaiserslautern, Ed. LUKINA 2000.
- Rückschau 1926–1996, Tagebuch, Aufsätze, Briefe, Texte. Kaiserslautern, Ed. LUKINA 1996.

## Kompositionen
- Davon ich singen und sagen will, 41 Lieder. Ed. Lukina 2009.
- Altes Land am großen Strome, 16 Lieder, nach Texten von Gert Friderich. Ed. Lukina 2008.
- O Gott, deine Welt, theologische Apokalypsen. Ed. Lukina 2007.
- 2005 – liebe Weinbrüder! Wein, Weib und Gesang!, 50 Jahre. Eigenverlag 2005.
- Nur noch blassgrün ist die Hoffnung, Heimatlieder aus den 70er Jahren des 20. Jahrhunderts. Eigenverlag 2005.
- Menschen, Heimat, Schattierungen, Lieder zur Gitarre. Ed. Lukina 2000.
- Maggebacher Mjusiggl, Pfälzer Mundart-Singspiel in vier Akten. Ed. Lukina 1999.
- Uff die Bääm, die Pälzer kummen, Pfälzer Sprüche nach Noten. Gondrom 1988.
- Fortschrittsglaube. Staatliche Integrierte Gesamtschule Kaiserslautern. Da Camera Schallplatten Edition 1986.
- Die neuen lieben Lieder. Da Camera Schallplatten Edition 1978.